# Supercoppa del Brasile 2020
La Supercoppa del Brasile 2020 (ufficialmente in portoghese Supercopa do Brasil 2020) è stata la terza edizione della Supercoppa del Brasile. Questa è la prima edizione dal 1991, ultimo anno in cui venne disputata.
Si è svolta il 16 febbraio 2020 allo Stadio nazionale Mané Garrincha di Brasilia tra il Flamengo, vincitore della Série A 2019, e l'Athletico Paranaense, vincitore della coppa nazionale.
Il Flamengo ha vinto la competizione per la prima volta battendo l'Athletico Paranaense 3-0.

## Formula
Partita in gara unica. In caso di parità dopo i 90 minuti regolamentari sono previsti i tiri di rigore.

## Partecipanti
| Squadre          | Qualificazione                         | Partecipazioni precedenti (il grassetto indica la vittoria) |
| ---------------- | -------------------------------------- | ----------------------------------------------------------- |
| Flamengo         | Vincitore della Série A 2019           | 1 (1991)                                                    |
| Athl. Paranaense | Vincitore della Coppa del Brasile 2019 | Nessuna                                                     |

## Tabellino
| Arbitro: | Sampaio |

|                                                          |           |  |
| Bruno Henrique 14’ Gabriel Barbosa 29’ De Arrascaeta 68’ | Marcatori |  |

| Flamengo | Athl. Paranaense |

|                 |    |                        |  |     |
|                 |    |                        |  |     |
| P               | 1  | Diego Alves            |  |     |
| D               | 13 | Rafinha                |  |     |
| D               | 3  | Rodrigo Caio           |  |     |
| D               | 2  | Gustavo Henrique       |  |     |
| D               | 16 | Filipe Luís            |  | 87’ |
| C               | 5  | Willian Arão           |  |     |
| C               | 8  | Gerson                 |  |     |
| C               | 7  | Éverton Ribeiro        |  | 86’ |
| C               | 14 | Giorgian De Arrascaeta |  | 72’ |
| A               | 27 | Bruno Henrique         |  |     |
| A               | 9  | Gabriel Barbosa        |  |     |
| A disposizione: |    |                        |  |     |
| P               | 45 | César                  |  |     |
| D               | 6  | Renê                   |  | 87’ |
| D               | 26 | Matheus Thuler         |  |     |
| D               | 30 | João Lucas             |  |     |
| D               | 55 | Matheus Dantas         |  |     |
| C               | 10 | Diego                  |  | 86’ |
| C               | 11 | Vitinho                |  |     |
| C               | 33 | Thiago Maia            |  |     |
| A               | 19 | Michael                |  | 72’ |
| A               | 21 | Pedro                  |  |     |
| A               | 29 | Lincoln                |  |     |
| A               | 32 | Pedro Rocha            |  |     |
| Allenatore:     |    |                        |  |     |
| Jorge Jesus     |    |                        |  |     |

|                 |    |                    |     |     |
|                 |    |                    |     |     |
| P               | 1  | Santos             |     |     |
| D               | 13 | Khellven           |     | 46’ |
| D               | 33 | Lucas Halter       |     |     |
| D               | 44 | Thiago Heleno      |     |     |
| D               | 6  | Márcio Azevedo     |     | 46’ |
| C               | 26 | Erick              | 52’ |     |
| C               | 5  | Wellington         |     |     |
| C               | 18 | Léo Cittadini      |     | 63’ |
| A               | 11 | Nikão              | 62’ |     |
| A               | 10 | Marquinhos Gabriel |     |     |
| A               | 7  | Rony               |     |     |
| A disposizione: |    |                    |     |     |
| P               | 22 | Léo                |     |     |
| P               | 99 | Bento              |     |     |
| D               | 14 | Robson Bambu       |     |     |
| D               | 16 | Abner              |     | 46’ |
| D               | 21 | Adriano            |     |     |
| D               | 27 | Zé Ivaldo          |     |     |
| C               | 3  | Lucho González     |     |     |
| C               | 55 | Fernando Canesin   |     | 46’ |
| C               | 88 | Christian          |     |     |
| A               | 17 | Guilherme Bissoli  |     | 63’ |
| A               | 28 | Vitinho            |     |     |
| A               | 96 | Carlos Eduardo     |     |     |
| Allenatore:     |    |                    |     |     |
| Dorival Júnior  |    |                    |     |     |